# Lindauella
Lindauella är ett släkte av svampar. Lindauella ingår i ordningen Phyllachorales, klassen Sordariomycetes, divisionen sporsäcksvampar och riket svampar.
|            | Phaeochoraceae                               |
|            |                                              |
|            | Phyllachoraceae                              |
|            |                                              |
|            | Lichenochora                                 |
|            |                                              |
|            | Mangrovispora                                |
|            |                                              |
|            | Palmomyces                                   |
|            |                                              |
|            | Maculatifrondes                              |
|            |                                              |
|            | Phycomelaina                                 |
|            |                                              |
|            | Uropolystigma                                |
|            |                                              |
| Lindauella | \| \| Lindauella pyrenocarpoidea \| \| \| \| |
|            | \| \| Lindauella pyrenocarpoidea \| \| \| \| |
|            | Cyclodomus                                   |
|            |                                              |
|            | Lindauella pyrenocarpoidea                   |
|            |                                              |

|  | Lindauella pyrenocarpoidea |
|  |                            |